# Distrito histórico de Daniel Pratt
El distrito histórico de Daniel Pratt es un distrito histórico que incluye 140 acres (56,7 ha) y 154 edificios en Prattville, Alabama. 

## Historia
Recibe su nombre en honor al fundador de Prattville, Daniel Pratt. El distrito incluye el centro histórico y está aproximadamente delimitado por 6th Street en el norte, Northington Street en el este, 1st Street en el sur y las calles Bridge y Court en el oeste. La arquitectura en el distrito incluye los estilos Neogriego, Italiano y Bungaló. Fue incluido en el Registro Nacional de Lugares Históricos el 30 de agosto de 1984.
El distrito incluye el Palacio de Justicia del Condado de Autauga. También incluye el sitio de la Casa Daniel Pratt, que fue demolida en 1960 para dar paso a la expansión del sucesor del complejo industrial Pratt.